# Kongo-Kraton

Karte West-Gondwanas mit Kratonen

Der Kongo-Kraton ist ein im Archaikum entstandener, stabiler Krustenblock in Zentralafrika. Dieser Kraton ist neben dem Westafrika-Kraton und dem Kalahari-Kraton in Südafrika eine der drei großen Blöcke stabilen, kristallinen Grundgebirges von sehr altem Gestein, aus denen die Afrikanische Platte besteht. Diese stark verfestigten Landmassen sind in der Lage, als Ganzes und ohne Verwerfungen plattentektonisch zu driften.
Der Kongo-Kraton nimmt in der am weitesten greifenden Definition zwischen der Nordäquatorialschwelle jenseits des Ubangi im Norden und den Resten des Damarafaltengebirges im Süden, sowie zwischen dem Atlantik im Westen und dem tansanischen Hochland im Osten eine Fläche von mehr als 9 Millionen Quadratkilometer ein. Im Zentrum liegt das Kongobecken, das überwiegend zum Flusssystem des Kongo gehört.

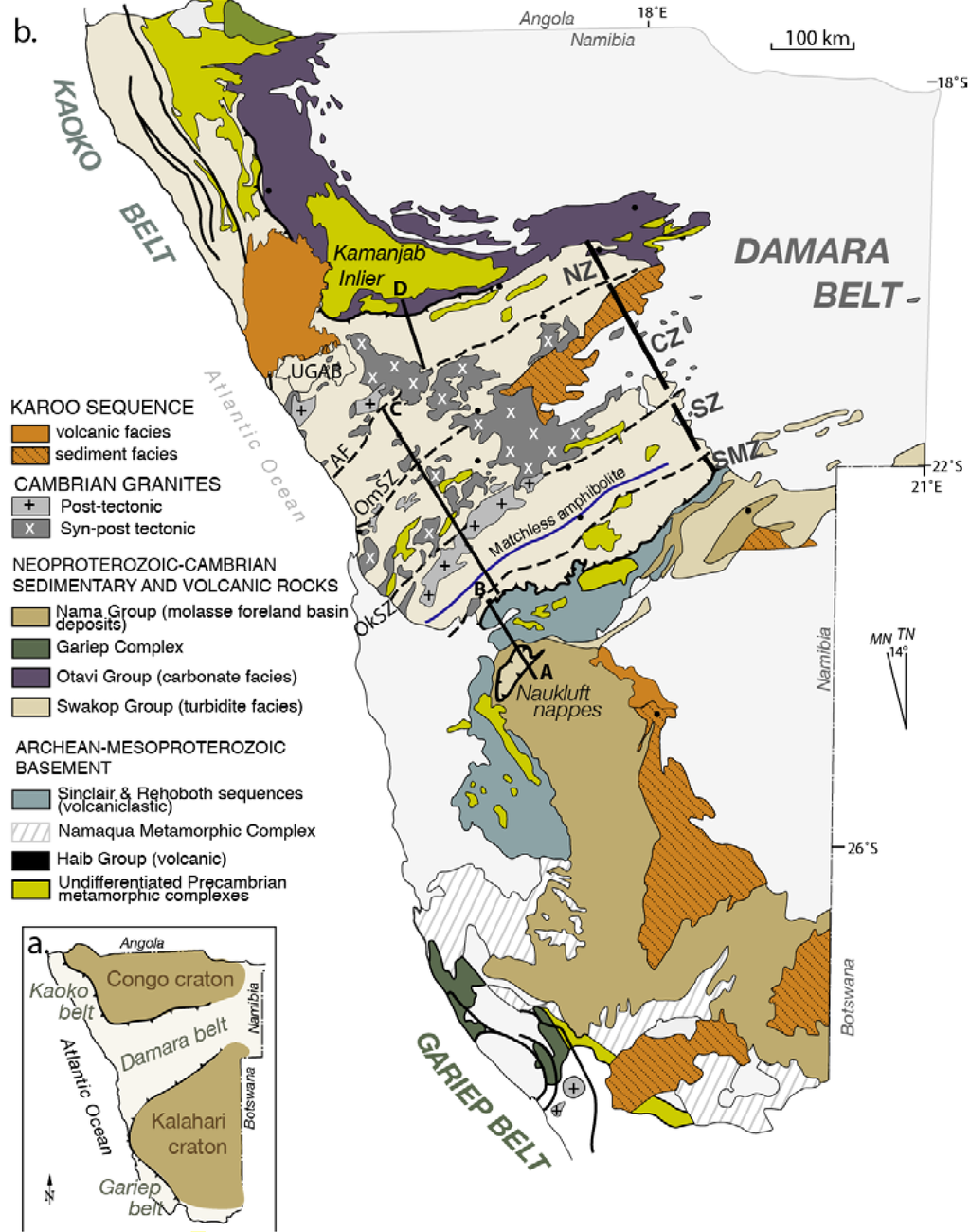
Damara-Orogen mit Damara-Gürtel, Kaoko-Gürtel und Gariep-Gürtel

Das Kalahari-Kraton und das Kongo-Kraton waren vor rund 700 Millionen Jahren noch durch einen Ozean voneinander getrennt, begannen aber, aufeinander zuzudrifteten. Tiefseesedimente, Turbidite sowie Kalkstein aus den Schelfmeeren oder Vulkanite aus dem Mittelozeanischen Rücken wurden zu einem Gebirge zusammengeschoben, das während seiner Hochphase ähnliche Ausmaße wie heute der Himalaya erreichte, aber bis auf Reste wie die Otaviberge längst zu dem unauffälligen Damara-Gürtel abgetragen worden ist. Seitdem sind die beiden Kratone miteinander verschweißt, bewegen sich auf dem Erdmantel gemeinsam und bilden einen wesentlichen Bestandteil der Afrikanischen Platte.